# Adonisea suetus
Adonisea suetus là một loài bướm đêm trong họ Noctuidae.